# 愛德華·詹納
愛德華·詹納（英文：Edward Jenner，1749年5月17日—1823年1月26日），FRS FRCPE，亦譯作愛德華·金納或琴納，英國醫生，以研究及推廣牛痘接种、预防天花而聞名，1796年5月他发明的天花疫苗是世界上第一支疫苗，詹纳因此被后世稱為“免疫学之父”（Father of Immunology）。
在詹纳之前，人们一般采用“人痘接种法”预防天花，该方法在中国、印度和非洲流传多年，但风险高、成功率较低。而詹纳发明的“牛痘接种术”安全性高，且效果显著，逐渐被各国采用，拯救了数以万计人的生命。1980年，世界卫生组织宣布，天花在世界范围内被灭绝。詹纳的工作还为后人的研究奠定了基础，引导路易·巴斯德、罗伯特·科赫等人针对其他疾病寻求治疗和免疫的方法。

## 早年生活
詹納生于1749年5月17日出生在英國格洛斯特郡贝克利的一個牧師家庭，早年在出生地格洛斯特郡讀書，之後在倫敦的一位名為盧德洛的外科醫生之下學習解剖及外科。後來回到出生地，在鄉村行醫。

## 发明牛痘接种术

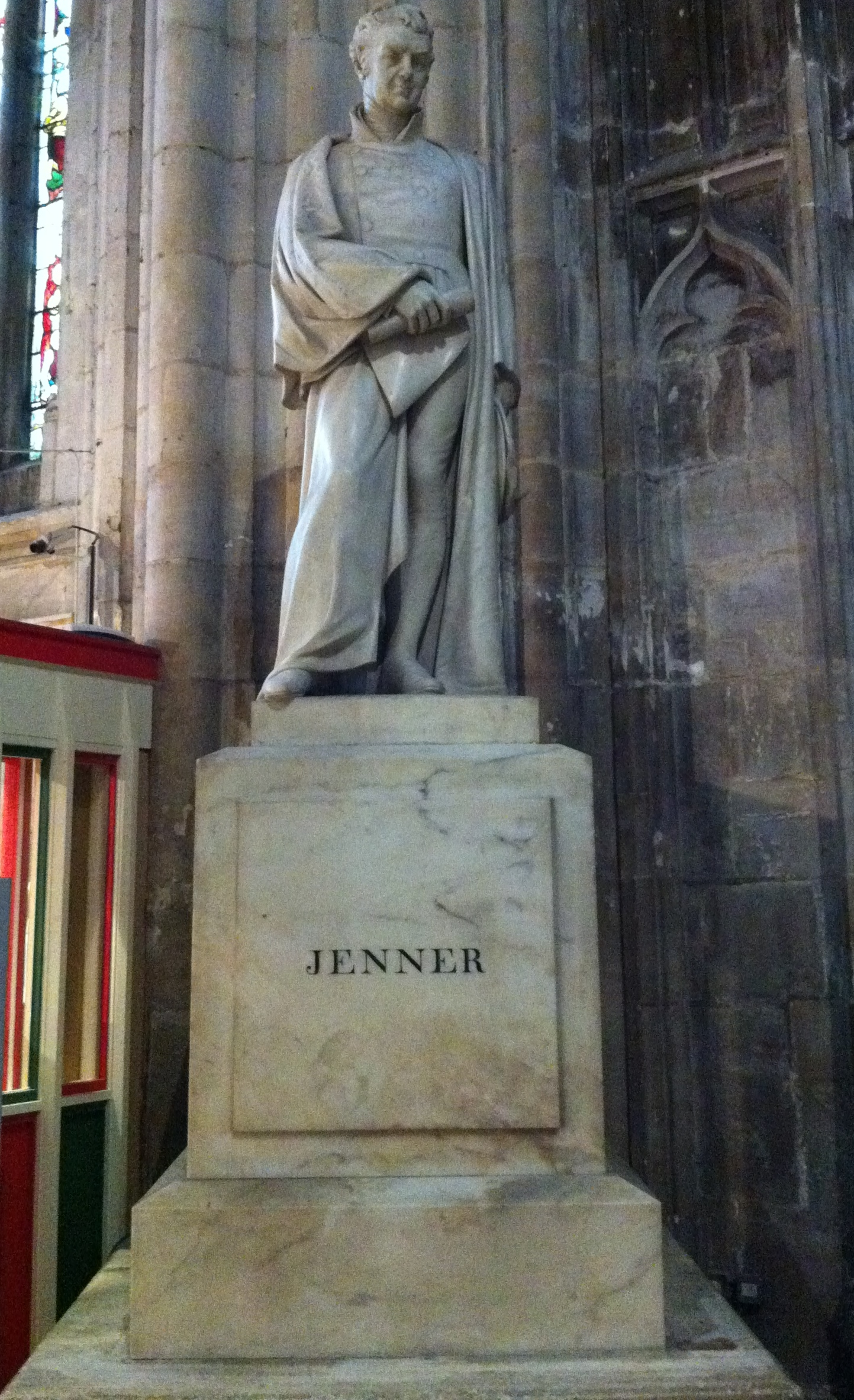
英国格洛斯特座堂内的詹纳塑像（1825年）

18世紀是天花肆虐欧洲的年代，据估计，欧洲死于天花的人数达6000万人（甚至有估计为1.5亿）以上，死亡率为30%左右。
當時的英國使用人痘接種術，辦法是把天花病患者身上的膿，以小刀拭在受種者的皮膚之下。受種者因為不是透過空氣在肺部染病，因此多數只會出現輕微的天花症狀。但這種天花接種有嚴重缺點：因為受接種的人是得到了真正的天花病，故此還是有死亡的可能。而且受種者在完全產生抵抗力之前，會把天花傳染給身旁未有抵抗力的家人，所以必須隔離。
當時的英國鄉間流行一個民間傳說：一個人只要曾經染上牛痘，便不會再染上天花。擠牛奶的女工多數都曾感染牛痘，亦的確很少患上天花。詹納意會到倘若傳說屬實，牛痘是跟天花有關，那麼以牛痘接種代替天花接種將更為理想。
受此启发，1796年5月14日，詹納進行了牛痘實驗。他以接種牛痘漿的方法，用一把清潔的柳葉刀在一名八歲男孩詹姆斯·菲普斯（James Phipps）的兩隻胳膊上，劃了幾道傷口，然后替他接種牛痘，預防天花。男孩染上牛痘後，六星期內康復。之後詹納再替男孩接種天花，結果男孩完全沒有受感染，證明了牛痘能令人對天花產生免疫。
詹納稱他的方法為「預防接種」(Vaccination)，Vacca 是拉丁文中「牛」的意思。之後他在1798年出版關於預防接種辦法的書：《關於牛痘預防接種的原因與後果》（An Inquiry into the Causes and Effects of the Variolae Vaccinae, a Disease Known by the Name of Cow Pox）。詹納認識到預防接種可能達到的最終結果，他因此希望有朝一日可以令天花在地球上絕跡。最终于1980年，世界卫生组织正式宣布天花被消灭。

## 其它贡献
除了發明牛痘接種外，詹納還是一個對大自然觀察入微的科學家。杜鹃的雛鳥會把同巢其他雀鳥的蛋及幼雛推出巢外，亦是最先由詹納發現。因為這項觀察，詹納被英國皇家學會在1789年選為院士。